# Exposición Universal de Dubái de 2020
La Exposición Universal de Dubái o Expo 2020 (en árabe: إكسبو 2020) fue una exposición internacional registrada de escala universal seleccionada por la Oficina Internacional de Exposiciones (BIE), que se celebró en Dubái, Emiratos Árabes Unidos, desde el 1 de octubre de 2021 al 31 de marzo de 2022, tras ser aplazada debido a la pandemia de COVID-19. Aun así, la exposición mantiene el nombre de Expo 2020 para propósitos de marketing.

## Participantes

### Países y territorios
Las siguientes naciones participan en la Expo 2020:
| País                                    | Zona                             | Notas |
| --------------------------------------- | -------------------------------- | --- |
| Afganistán                              | Opportunity (Oportunidad)        | El pabellón, organizado por la República Islámica de Afganistán, no fue inaugurado sino hasta el 6 de octubre. |
| Albania                                 | Mobility (Movilidad)             | |
| Alemania                                | Sustainability (Sustentabilidad) | El pabellón, Campus Germany, presenta áreas temáticas que incluyen The Energy Lab, The Future City Lab y The Biodiversity Lab. |
| Andorra                                 | Sustainability (Sustentabilidad) | |
| Angola                                  | Mobility (Movilidad)             | |
| Antigua y Barbuda                       | Mobility (Movilidad)             | |
| Arabia Saudita                          | Opportunity (Oportunidad)        | |
| Argelia                                 | Mobility (Movilidad)             | |
| Argentina                               | Opportunity (Oportunidad)        | |
| Armenia                                 | Opportunity (Oportunidad)        | |
| Australia                               | Mobility (Movilidad)             | Bajo el tema "Soñando el cielo azul" el pabellón contaba con una sala de proyección en el techo y otra más titulada "El viaje de Annika". |
| Austria                                 | Opportunity (Oportunidad)        | |
| Azerbaiyán                              | Sustainability (Sustentabilidad) | |
| Bahamas                                 | Sustainability (Sustentabilidad) | |
| Baréin                                  | Opportunity (Oportunidad)        | El Pabellón cuenta con estaciones de tejido en vivo. |
| Bangladés                               | Sustainability (Sustentabilidad) | |
| Barbados                                | Mobility (Movilidad)             | |
| Bélgica                                 | Mobility (Movilidad)             | |
| Belice                                  | Opportunity (Oportunidad)        | |
| Benín                                   | Sustainability (Sustentabilidad) | |
| Bhután                                  | Opportunity (Oportunidad)        | |
| Bielorrusia                             | Opportunity (Oportunidad)        | |
| Bolivia                                 | Mobility (Movilidad)             | |
| Bosnia y Herzegovina                    | Opportunity (Oportunidad)        | |
| Botsuana                                | Mobility (Movilidad)             | |
| Brasil                                  | Sustainability (Sustentabilidad) | El suelo del pabellón era un espejo de agua y su estructura estaba recubierta por una membrana traslúcida donde se proyectaban imágenes por la noche. |
| Brunéi                                  | Opportunity (Oportunidad)        | |
| Bulgaria                                | Mobility (Movilidad)             | El pabellón presenta réplicas de los tesoros de oro de Panagyurishte y Varna. |
| Burkina Faso                            | Sustainability (Sustentabilidad) | El pabellón incluye una réplica de las ruinas de Loropéni. |
| Burundi                                 | Opportunity (Oportunidad)        | |
| Cabo Verde                              | Mobility (Movilidad)             | |
| Camboya                                 | Sustainability (Sustentabilidad) | |
| Camerún                                 | Opportunity (Oportunidad)        | |
| Canadá                                  | Sustainability (Sustentabilidad) | |
| Chad                                    | Opportunity (Oportunidad)        | |
| Chile                                   | Mobility (Movilidad)             | |
| China                                   | Opportunity (Oportunidad)        | |
| Chipre                                  | Opportunity (Oportunidad)        | |
| Colombia                                | Opportunity (Oportunidad)        | El tema del pabellón era "El ritmo que conecta el futuro" y a la entrada se mostraba la escultura Mujer Reclinada de Fernando Botero. |
| Comoras                                 | Sustainability (Sustentabilidad) | |
| Congo                                   | Opportunity (Oportunidad)        | El pabellón incluye una serie de fotografías de Congo Tales de Pieter Henket. |
| Corea del Sur                           | Mobility (Movilidad)             | La dinámica fachada del Pabellón cambia constantemente a lo largo del día. |
| Costa de Marfil                         | Mobility (Movilidad)             | |
| Costa Rica                              | Mobility (Movilidad)             | |
| Croacia                                 | Mobility (Movilidad)             | |
| Cuba                                    | Sustainability (Sustentabilidad) | |
| Dinamarca                               | Mobility (Movilidad)             | El Pabellón incluye un observatorio abovedado de 18 metros de altura. |
| Yibuti                                  | Mobility (Movilidad)             | |
| Dominica                                | Mobility (Movilidad)             | |
| Egipto                                  | Opportunity (Oportunidad)        | El pabellón presenta el ataúd del sacerdote Psamtik y réplicas de la máscara dorada y el sarcófago del rey Tut, su estatua Ka-guard, la silla para ocasiones especiales y su silla del trono dorado.                                                                           |
| El Salvador                             | Mobility (Movilidad)             | |
| Emiratos Árabes Unidos (País anfitrión) | Opportunity (Oportunidad)        | El pabellón tiene la forma de un halcón en vuelo. |
| Eritrea                                 | Mobility (Movilidad)             | |
| Eslovaquia                              | Mobility (Movilidad)             | Las principales exhibiciones del pabellón son el automóvil de hidrógeno MH2, los robots móviles espaciales Androver I y II y el simulador de vuelo VRM. |
| Eslovenia                               | Sustainability (Sustentabilidad) | |
| España                                  | Sustainability (Sustentabilidad) | El pabellón cuenta con un modelo de hyperloop de 6 metros, el Z01, desarrollado por Zeleros. |
| Estados Unidos                          | Opportunity (Oportunidad)        | El pabellón exhibe la copia del Corán de Thomas Jefferson, una muestra de roca lunar recolectada por el astronauta estadounidense Jack Schmitt durante la misión Apolo 17, una réplica de 43 metros de altura del propulsor Falcon 9 y una réplica del Mars Opportunity Rover. |
| Estonia                                 | Mobility (Movilidad)             | |
| Etiopía                                 | Opportunity (Oportunidad)        | El pabellón incluye una réplica del esqueleto homínido Lucy. |
| Fiji                                    | Opportunity (Oportunidad)        | |
| Filipinas                               | Sustainability (Sustentabilidad) | El pabellón se llamó Bangkóta, por la palabra del antiguo tagalo para «arrecife de coral». |
| Finlandia                               | Mobility (Movilidad)             | El pabellón se ha llamado Lumi, que significa nieve en finés. Está inspirado en la fina capa blanca de la primera nevada que cubre el paisaje finlandés al comienzo de cada invierno.                                                                                          |
| Francia                                 | Mobility (Movilidad)             | El pabellón tiene como tema Lumière, Lumières, que significa Luz e Iluminación en francés. Cuenta con una edición original de la Enciclopedia de Diderot y d'Alembert en 35 volúmenes cedida por los Archivos Nacionales de Francia.                                           |
| Gabón                                   | Sustainability (Sustentabilidad) | |
| Gambia                                  | Mobility (Movilidad)             | |
| Georgia                                 | Sustainability (Sustentabilidad) | |
| Ghana                                   | Opportunity (Oportunidad)        | |
| Granada                                 | Mobility (Movilidad)             | |
| Grecia                                  | Sustainability (Sustentabilidad) | |
| Guatemala                               | Opportunity (Oportunidad)        | |
| Guinea                                  | Sustainability (Sustentabilidad) | |
| Guinea-Bisáu                            | Opportunity (Oportunidad)        | |
| Guinea Ecuatorial                       | Sustainability (Sustentabilidad) | |
| Guyana                                  | Opportunity (Oportunidad)        | |
| Haití                                   | Mobility (Movilidad)             | |
| Honduras                                | Opportunity (Oportunidad)        | |
| Hungría                                 | Mobility (Movilidad)             | |
| India                                   | Opportunity (Oportunidad)        | El pabellón cuenta con una fachada que consta de 600 paneles cinéticos individuales capaces de simulación y movimiento. |
| Indonesia                               | Opportunity (Oportunidad)        | |
| Irak                                    | Opportunity (Oportunidad)        | El pabellón es una estructura en forma de concha inspirada en las redes de pesca. |
| Irán                                    | Mobility (Movilidad)             | Cientos de bolas hechas de arcilla cocida cuelgan de las paredes del Pabellón. |
| Irlanda                                 | Mobility (Movilidad)             | |
| Islas Marshall                          | Opportunity (Oportunidad)        | |
| Islas Salomón                           | Opportunity (Oportunidad)        | |
| Israel                                  | Opportunity (Oportunidad)        | |
| Italia                                  | Opportunity (Oportunidad)        | El Pabellón incluye una versión impresa en 3D del David de Miguel Ángel. |
| Jamaica                                 | Mobility (Movilidad)             | |
| Japón                                   | Opportunity (Oportunidad)        | |
| Jordania                                | Mobility (Movilidad)             | |
| Kazajistán                              | Opportunity (Oportunidad)        | El recorrido concluía con el espectáculo de un acróbata y una mano robótica que simbolizaban la interacción del hombre con la inteligencia artificial y la búsqueda del equilibrio entre ambos.                                                                                |
| Kenia                                   | Opportunity (Oportunidad)        | |
| Kirguistán                              | Opportunity (Oportunidad)        | |
| Kiribati                                | Mobility (Movilidad)             | |
| Kosovo                                  | Mobility (Movilidad)             | |
| Kuwait                                  | Sustainability (Sustentabilidad) | |
| Laos                                    | Mobility (Movilidad)             | |
| Lesoto                                  | Sustainability (Sustentabilidad) | |
| Letonia                                 | Opportunity (Oportunidad)        | |
| Líbano                                  | Opportunity (Oportunidad)        | El pabellón presenta decenas de columpios que instan a los visitantes a "volar sobre el Líbano" y disfrutar de las tomas con drones del paisaje del Líbano. |
| Liberia                                 | Opportunity (Oportunidad)        | |
| Libia                                   | Mobility (Movilidad)             | |
| Lituania                                | Sustainability (Sustentabilidad) | |
| Luxemburgo                              | Opportunity (Oportunidad)        | |
| Macedonia del Norte                     | Mobility (Movilidad)             | |
| Madagascar                              | Sustainability (Sustentabilidad) | |
| Malasia                                 | Sustainability (Sustentabilidad) | |
| Malawi                                  | Opportunity (Oportunidad)        | |
| Maldivas                                | Sustainability (Sustentabilidad) | |
| Mali                                    | Opportunity (Oportunidad)        | |
| Malta                                   | Opportunity (Oportunidad)        | |
| Marruecos                               | Opportunity (Oportunidad)        | Era un edificio sostenible, hecho con materiales locales, con 22 cubos apliados y unidos por un camino que formaba el recorrido. |
| Mauricio                                | Opportunity (Oportunidad)        | El pabellón incluye una réplica de tamaño real de un dodo. |
| Mauritania                              | Mobility (Movilidad)             | El pabellón cuenta con un barco de carreras. |
| México                                  | Mobility (Movilidad)             | El Pabellón de México contaba con una colorida fachada tejida a mano por 400 mujeres de Etzatlán, Jalisco. |
| Micronesia                              | Mobility (Movilidad)             | |
| Moldavia                                | Mobility (Movilidad)             | |
| Mónaco                                  | Opportunity (Oportunidad)        | El diseño del pabellón está inspirado en la Roca de Mónaco. |
| Mongolia                                | Mobility (Movilidad)             | |
| Montenegro                              | Sustainability (Sustentabilidad) | |
| Mozambique                              | Sustainability (Sustentabilidad) | El pabellón incluye una instalación de cometas con estampados tradicionales. |
| Myanmar                                 | Opportunity (Oportunidad)        | |
| Namibia                                 | Opportunity (Oportunidad)        | |
| Nauru                                   | Mobility (Movilidad)             | |
| Nepal                                   | Mobility (Movilidad)             | |
| Nicaragua                               | Mobility (Movilidad)             | |
| Níger                                   | Mobility (Movilidad)             | |
| Nigeria                                 | Opportunity (Oportunidad)        | |
| Noruega                                 | Opportunity (Oportunidad)        | |
| Nueva Zelanda                           | Sustainability (Sustentabilidad) | |
| Omán                                    | Mobility (Movilidad)             | |
| Países Bajos                            | Sustainability (Sustentabilidad) | El pabellón extrae entre 1000 y 2000 litros de agua por día del aire y cuenta con una granja vertical en forma de cono con 9500 plantas y cultivos comestibles. |
| Pakistán                                | Opportunity (Oportunidad)        | |
| Palaos                                  | Mobility (Movilidad)             | |
| Palestina                               | Opportunity (Oportunidad)        | |
| Panamá                                  | Mobility (Movilidad)             | |
| Papúa Nueva Guinea                      | Sustainability (Sustentabilidad) | |
| Paraguay                                | Mobility (Movilidad)             | El fachada del pabellón exhibe fotos que están enfocadas en el potencial hídrico de Paraguay. |
| Perú                                    | Mobility (Movilidad)             | El pabellón presenta una réplica del antiguo puente inca de Queshuachaca. |
| Polonia                                 | Mobility (Movilidad)             | |
| Portugal                                | Sustainability (Sustentabilidad) | |
| Catar                                   | Opportunity (Oportunidad)        | |
| Reino Unido                             | Opportunity (Oportunidad)        | La forma cónica del pabellón consta de listones que presentan un mensaje que cambia continuamente generado por inteligencia artificial y las contribuciones de los visitantes, inspirados en un proyecto de Stephen Hawking.                                                   |
| República Centroafricana                | Sustainability (Sustentabilidad) | |
| República Checa                         | Sustainability (Sustentabilidad) | |
| República Democrática del Congo         | Opportunity (Oportunidad)        | El diseño del pabellón está inspirado en un montículo de termitas. |
| República Dominicana                    | Mobility (Movilidad)             | |
| Rumania                                 | Sustainability (Sustentabilidad) | |
| Rusia                                   | Mobility (Movilidad)             | |
| Ruanda                                  | Opportunity (Oportunidad)        | |
| Samoa                                   | Opportunity (Oportunidad)        | |
| San Cristóbal y Nieves                  | Sustainability (Sustentabilidad) | |
| San Marino                              | Opportunity (Oportunidad)        | El Pabellón incluye una réplica del Tesoro de Domagnano. |
| San Vicente y las Granadinas            | Opportunity (Oportunidad)        | |
| Santa Lucía                             | Opportunity (Oportunidad)        | |
| Santo Tomé y Príncipe                   | Sustainability (Sustentabilidad) | |
| Senegal                                 | Mobility (Movilidad)             | |
| Serbia                                  | Mobility (Movilidad)             | |
| Seychelles                              | Sustainability (Sustentabilidad) | |
| Sierra Leona                            | Opportunity (Oportunidad)        | |
| Singapur                                | Sustainability (Sustentabilidad) | El Pabellón de Singapur cuenta con 80.000 plantas de 170 especies diferentes. |
| Siria                                   | Mobility (Movilidad)             | El Pabellón exhibe el alfabeto ugarítico. |
| Somalia                                 | Opportunity (Oportunidad)        | |
| Sri Lanka                               | Opportunity (Oportunidad)        | |
| Sudáfrica                               | Opportunity (Oportunidad)        | |
| Sudán                                   | Mobility (Movilidad)             | El pabellón está inspirado en las casas nubias. |
| Sudán del Sur                           | Opportunity (Oportunidad)        | |
| Suecia                                  | Sustainability (Sustentabilidad) | |
| Suiza                                   | Opportunity (Oportunidad)        | |
| Santa Sede                              | Mobility (Movilidad)             | El pabellón incluye tres manuscritos de la Biblioteca Vaticana y una reproducción de La creación de Adán de Miguel Ángel de la Capilla Sixtina. |
| Surinam                                 | Sustainability (Sustentabilidad) | |
| Suazilandia                             | Mobility (Movilidad)             | |
| Tailandia                               | Mobility (Movilidad)             | |
| Tanzania                                | Mobility (Movilidad)             | |
| Tayikistán                              | Sustainability (Sustentabilidad) | |
| Timor Oriental                          | Opportunity (Oportunidad)        | |
| Tonga                                   | Opportunity (Oportunidad)        | |
| Trinidad y Tobago                       | Mobility (Movilidad)             | |
| Túnez                                   | Opportunity (Oportunidad)        | |
| Turkmenistán                            | Mobility (Movilidad)             | El pabellón presenta una escultura de fuente de cinco caballos Akhal-Teke en su entrada. |
| Turquía                                 | Sustainability (Sustentabilidad) | |
| Tuvalu                                  | Mobility (Movilidad)             | |
| Ucrania                                 | Opportunity (Oportunidad)        | |
| Uganda                                  | Opportunity (Oportunidad)        | |
| Uruguay                                 | Mobility (Movilidad)             | |
| Uzbekistán                              | Sustainability (Sustentabilidad) | |
| Vanuatu                                 | Mobility (Movilidad)             | |
| Venezuela                               | Opportunity (Oportunidad)        | |
| Vietnam                                 | Opportunity (Oportunidad)        | La fachada del pabellón está cubierta con 800 sombreros cónicos tradicionales de Hội An y una exhibición de 18 réplicas de obras de arte creadas por artistas vietnamitas para el edificio de la Asamblea Nacional en Hanói.                                                   |
| Yemen                                   | Sustainability (Sustentabilidad) | |
| Zambia                                  | Opportunity (Oportunidad)        | |
| Zimbabue                                | Opportunity (Oportunidad)        | El pabellón incluye una réplica del Gran Zimbabue. |

### Empresas
| Empresa                               | Zona                             | Notas                                                            |
| ------------------------------------- | -------------------------------- | ---------------------------------------------------------------- |
| DP World                              | Opportunity (Oportunidad)        |                                                                  |
| Dubai Electricity and Water Authority | Sustainability (Sustentabilidad) |                                                                  |
| Emirates                              | Opportunity (Oportunidad)        |                                                                  |
| Emirates National Oil Company         | Opportunity (Oportunidad)        |                                                                  |
| PepsiCo                               | Mobility (Movilidad)             | Bolt, patrocinado por Gatorade                                   |
| PepsiCo                               | Opportunity (Oportunidad)        | Plus, patrocinado por Pepsi y Lay's                              |
| PepsiCo                               | Sustainability (Sustentabilidad) | Drop, patrocinado por Aquafina y construido con latas recicladas |

### Organizaciones internacionales
| Organización                              | Zona                      | Notas                                                                                                   |
| ----------------------------------------- | ------------------------- | --- |
| Unión Africana                            | Opportunity (Oportunidad) | |
| Liga Árabe                                | Opportunity (Oportunidad) | |
| ASEAN                                     | Mobility (Movilidad)      | |
| Dubai Cares                               | Opportunity (Oportunidad) | |
| Consejo de Cooperación del Golfo          | Opportunity (Oportunidad) | El pabellón cuenta con una piscina central de agua y un péndulo de nudo gigante que simboliza un Golfo. |
| Investment Corporation of Dubai           | Opportunity (Oportunidad) | |
| Liga del Mundo Islámico                   | Mobility (Movilidad)      | |
| Organización para la Cooperación Islámica | Mobility (Movilidad)      | |
| Universidad de los Emiratos Árabes Unidos | Mobility (Movilidad)      | |
| World Expo Museum                         | Mobility (Movilidad)      | |

### Pabellones especiales
| Nombre                            | Zona                             | Notas |
| --------------------------------- | -------------------------------- | --- |
| Alif (Movilidad)                  | Mobility (Movilidad)             | El pabellón cuenta con el elevador de pasajeros más grande del mundo, capaz de transportar más de 160 personas a la vez. |
| Baden-Wurtemberg (Alemania)       | Opportunity (Oportunidad)        | |
| Good Place                        | Opportunity (Oportunidad)        | |
| Mission Possible (Misión Posible) | Opportunity (Oportunidad)        | |
| Terra                             | Sustainability (Sustentabilidad) | |
| Vision (Visión)                   | Sustainability (Sustentabilidad) | |
| Women's (Mujeres)                 | Sustainability (Sustentabilidad) | |

## Candidaturas
Tras la presentación al BIE de las ofertas de Esmirna y Ayutthaya a principios de 2011, se abrió un plazo de seis meses para que otras ciudades propusieran alternativas, que concluyó el 2 de noviembre de 2011. Estas fueron las candidaturas presentadas y sus resultados en la votación de elección realizada el 27 de noviembre de 2013 en París:
| Ciudad                         | Título-temas propuestos                                                        | Fechas propuestas (2020)             | Votación             |
| ------------------------------ | ------------------------------------------------------------------------------ | ------------------------------------ | -------------------- |
| Esmirna Turquía                | Nuevas rutas para un mundo mejor / Salud para todos                            | 30 de abril al 31 de octubre         | Segunda eliminada    |
| Ayutthaya Tailandia            |                                                                                |                                      | Retirada previamente |
| Ekaterimburgo · Rusia          | La mente global                                                                | 1 de mayo al 31 de octubre           | Tercera eliminada    |
| São Paulo · Brasil             | Poder de la diversidad, armonía para el crecimiento                            | 15 de mayo al 15 de noviembre        | Primera eliminada    |
| Dubái · Emiratos Árabes Unidos | Conectando mentes, creando el futuro / Sostenibilidad, movilidad y oportunidad | 20 de octubre al 10 de abril de 2021 | Elegida              |

## Preparativos
La Expo Mundial de Dubái en 2020 es la primera que se celebra en la región MENA-SA (Oriente Medio y Norte de África y Asia Meridional).
El 27 de noviembre de 2013, cuando Dubái ganó el derecho de acoger la expo 2020, fuegos artificiales estallaron en el edificio más alto del mundo, Burj Khalifa. Una fiesta nacional fue declarada al día siguiente para todas las instituciones educativas de todo el país. El Gobernador de Dubái prometió a Dubái que "asombrará al mundo" en 2020. Se espera que la puesta en escena de la feria mundial y los preparativos previos generen 277.000 nuevos empleos en los Emiratos Árabes Unidos, una inyección de casi 40.000 millones de dólares en la economía, Y un aumento en los visitantes de al menos 25 millones y hasta 100 millones. El director general de la municipalidad de Dubái, Hussain Nasser Lootah, dijo que tienen el laboratorio más grande de la región, y pueden fácilmente investigar nuevos materiales y tecnologías requeridos para la construcción. La torre comercial más alta del mundo que se construirá en Dubái, en Jumeirah Lake Towers, recibió el nombre de "Burj 2020" en honor de la Expo Mundial 2020.
Hay informes que han analizado la reciente recesión económica y predecir que la Expo Mundial 2020 Dubái dará lugar a una burbuja inmobiliaria, que podría tener consecuencias de gran alcance.
El sitio principal de la Expo Dubái 2020 será una superficie de 438 hectáreas (1083 acres) ubicada a medio camino entre Dubái y Abu Dhabi. El plan maestro, diseñado por la firma norteamericana HOK, se organiza alrededor de una plaza central, denominada Al Wasl (que significa "la conexión" en árabe), rodeada por tres grandes pabellones, cada uno dedicado a un subtema.
Sin embargo, Dubái también ha estado enfatizando en las inversiones en varios sectores tales como crecimiento económico, bienes raíces, avenidas ambientales y asuntos públicos. En los últimos tiempos, Dubái ha hecho grandes inversiones en Bienes Raíces, así como presentó un mayor proyecto de energía solar del mundo que está todo listo para comenzar por la Expo 2020. Aparte de bombear dinero, la nación también está interesada en dar igual importancia a las relaciones públicas. La iniciativa - Dubai Happiness Agenda, tiene 16 programas bajo cuatro temas que suman 82 proyectos que se establecerán en la ciudad con el objetivo de hacer la ciudad más feliz para 2020. En resumen, la Expo de Dubái 2020 también vería un aumento en el PIB, como lo pronosticaron los Fondos Monetarios Internacionales.
"En el mundo altamente interconectado de hoy en día, una visión renovada del progreso y el desarrollo basado en el propósito y el compromiso compartidos es clave. Mientras que una mente humana casada, un país individual o una comunidad específica es único y notable, es trabajando colaborativamente que nosotros realmente avanzamos", dijo el jeque Mohammed bin Rashid Al Maktoum en apoyo de la oferta.

## Pabellones
El Pabellón de la Oportunidad está diseñado por AGi Architects, el de la Movilidad por Foster + Partners, y el de la Sostenibilidad por Grimshaw Architects.
Experiencias en los pabellones del distrito de la Sostenibilidad incluirán Camine a través de una cascada, Regar el desierto, Entre en una selva tropical, Utilice dispositivos de vanguardia, y Entre en un mundo en miniatura.
Experiencias en los pabellones del distrito de la Movilidad incluirán Navegue por el universo, Descubra las mentes del futuro, y Mezcle lo virtual con la realidad.
Experiencias en los pabellones del distrito de la Oportunidad incluirán Construya un mundo más equilibrado, Descubra nuevas perspectivas, Crear conjuntamente con IA, Vaya de caminata, y Vea cómo cambian las vidas.
El pabellón de México se ubicaba en el distrito movilidad y tenía por tema central "Tejiendo Vidas".

## Premiaciones del BIE
El 30 de Marzo el Bureau Internacional des Expositions entregó los premios a lo más destacado de la Expo 2020

### Mejor Diseño de Exhibición
|        | Autoconstruido - Categoría A | Autoconstruido -Categoría B | Autoconstruido - Categoría C | Rentado    | Asistido - Movilidad | Asistido - Oportunidad | Asistido - Sustentabilidad |
| Oro    | Japón                        | Perú                        | Marruecos                    | México     | Santa Sede           | Tonga                  | Seychelles                 |
| Plata  | Pakistán                     | Polonia                     | Argelia                      | Letonia    | Costa de Márfil      | R.D. Congo             | Camboya                    |
| Bronce | España                       | Egipto                      | Palestina                    | Montenegro | Jamaica              | Fiji                   | Suriname                   |

### Mejor Interpretación de Tema
|        | Autoconstruido - Categoría A | Autoconstruido -Categoría B | Autoconstruido - Categoría C | Rentado | Asistido - Movilidad | Asistido - Oportunidad | Asistido - Sustentabilidad |
| Oro    | Alemania                     | Omán                        | Malasia                      | Siria   | El Salvador          | Ruanda                 | Yemen                      |
| Plata  | Kazajistán                   | Hungría                     | Lituania                     | Gabon   | Moldavia             | Etiopía                | Guinea                     |
| Bronce | Italia                       | Suecia                      | Colombia                     | Vietnam | O.C.I.               | Kirguistán             | Comoras                    |

### Mejor Arquitectura y Paisaje
|        | Autoconstruido - Categoría A | Autoconstruido -Categoría B      | Autoconstruido - Categoría C |
| Oro    | Saudí Arabia                 | Países Bajos                     | Singapur                     |
| Plata  | Suiza                        | Austria                          | Finlandia                    |
| Bronce | China                        | Consejo de Cooperación del Golfo | Catar                        |